# Heinz Klaus Mertes
Heinz Klaus Mertes (* 21. Oktober 1942 in Prüm) ist ein deutscher Journalist, Fernsehmoderator und -produzent.

## Leben
Mertes absolvierte 1962 das Friedrich-Wilhelm-Gymnasium in Trier und studierte an der Universität des Saarlandes sowie der Rheinischen Friedrich-Wilhelm-Universität Bonn Politische Wissenschaften, Alte Geschichte und Wirtschaftsgeschichte. Er ist Mitglied der katholischen Studentenverbindungen KDStV Carolus Magnus Saarbrücken (seit 1963) und KDStV Trifels München, beide im CV. Von 1966 bis 1969 war er Sekretär des Cartellverbandes der katholischen deutschen Studentenverbindungen (CV).
Nach einer Tätigkeit bei der Bayerischen Rückversicherung war er 1972 beim Industriemagazin beschäftigt, ab 1973 beim manager magazin. Mertes Fernsehkarriere begann 1977 beim Bayerischen Rundfunk, wo er ab 1986 die Nachrichtenredaktion leitete und ab 1988 für das erste Programm der ARD das Politmagazin Report München moderierte. Mertes vertrat als langjähriges CSU-Mitglied schon zu dieser Zeit grundlegend konservative Positionen.
Als der bayerische JU-Vorsitzende Gerd Müller 1989 die Todesstrafe für Drogenhändler forderte, sorgte Mertes dafür, dass dies in den BR-Nachrichten beschönigend als „Forderung nach härteren Strafen“ dargestellt wurde, was zu Vorwürfen der parteipolitisch motivierten Nachrichtenunterdrückung führte.
1986 verfasste er das Buch Ali, in dem er Günter Wallraffs Methoden in dessen Buch Ganz unten angriff. Wallraff blieb ein Intimfeind von Mertes und ein Lieblingsziel für dessen Kritik. Anfang der 1990er Jahre, als Gerüchte über eine Stasi-Mitarbeit von Wallraff aufkamen, sprach Mertes einen Kommentar in den Tagesthemen, in dem er diese Gerüchte als erwiesen darstellte und Wallraff in für das öffentlich-rechtliche Fernsehen scharfer Weise angriff. 
Nach Bekanntwerden von Kontakten des damaligen Ministerpräsidenten des Landes Brandenburg, Manfred Stolpe, zum Ministerium für Staatssicherheit, legte Mertes diesem den Rücktritt nahe. Im BR-Rundfunkrat wurde Mertes vorgeworfen, „untertänig“, „unterwürfig“, „kniefällig“ gegenüber der CSU zu sein. In der Folge wechselte Mertes 1993 als Informationsdirektor zum Privatsender Sat.1, woraufhin man ihm vorwarf, den Sender zum Superwahljahr 1994 auf totalen Kohl-Kurs zu trimmen. 1994 wurde er wegen „zu freundlicher“ Interviews mit dem damaligen Bundeskanzler Helmut Kohl in der Sendereihe Zur Sache, Kanzler kritisiert und als „Bundesmikrofonhalter“ verspottet. 1996 gab er den Posten bei SAT.1 auf, da nach Mertes’ Meinung dessen damaliger neuer Geschäftsführer Fred Kogel zu stark auf Unterhaltung und zu wenig auf Information setzte.
Ab Ende 1996 moderierte Mertes zusammen mit Peter Glotz kurzzeitig den Polittalk Im Kreuzfeuer bei RTL. 1998 erhielt Mertes den Konrad-Adenauer-Preis der Deutschland-Stiftung, deren Vorstand er zeitweilig auch angehörte. Von 1996 bis 2004 war er Geschäftsführer bzw. Liquidator der Ratgeber Television GmbH in München. Danach moderierte er bis zur Einstellung des Sendebetriebes im Jahre 2009 bei Fernsehen aus Berlin. Von Mai 2012 bis April 2016 war Mertes Chefredakteur der Fachzeitschrift Versicherungswirtschaft.
Heute produziert und moderiert Mertes für seine beiden Münchener Firmen M’Com TV Programmproduktion Heinz Klaus Mertes GmbH und FORTE-Television Fernseh- und Filmproduktion GmbH insbesondere Business-Produktionen, u. a. Sparkassen-TV als Programm für deutsche Sparkassen. Zudem betätigt er sich publizistisch als Gastautor, u. a. als Kolumnist für das Wirtschaftsblog Filetspitzen.

## Sonstiges
Der damalige tagesthemen-Moderator Ulrich Wickert kündigte 1992 den nicht sehr groß gewachsenen Heinz Klaus Mertes im Interview unbeabsichtigt als Kleins Haus Mertes an. Auch später noch passierte ihm dieser Versprecher – unklar, ob absichtlich oder unabsichtlich. Mertes behielt diesen Spitznamen in den Medien viele Jahre lang.

## Werke
- Ali. Herbig, München 1986, ISBN 3-7766-1443-9.